# Кэгл, Сэнди
Сандра Джойс Кэгл (англ. Sandra Joyce Cagle; род. 2 февраля 1957, Милуоки, Висконсин, США) — американская фотомодель.

## Биография
Родилась 2 февраля 1957 в Милуоки, Висконсин.
В юности в поисках успеха перебралась в Чикаго, но не смогла найти ничего лучше работы секретаря больницы. Сэнди это совсем не устраивало и она решила попытать счастье в модельном бизнесе.
Некоторое время она работала «зайкой Playboy» на курорте в Лейк-Дженива и снялась для нескольких обложек японской версии журнала. Вскоре ей пришлось вновь задуматься о хлебе насущном и вернуться к более приземлённой профессии. Кэгл устроилась на завод по производству карбюраторов, но красивой и нежной девушке там было явно не место.
Уволившись с предприятия, Сэнди почти случайно натолкнулась на 11-этажный офис Playboy в Чикаго. С тех пор модельная карьера девушки пошла в гору. Сэнди украсила собой несколько номеров. А в феврале 1980 года была выбрана Playmate журнала Playboy. Снимки были выполнены одним из ведущих фотографов издания Помпео Посаром.
Участие в фотосессиях Playboy в дальнейшем помогло Кэгл сделать неплохую модельную карьеру. Она много участвовала в рекламных акциях, в том числе рекламировала джинсовую одежду.
Несмотря на откровенный и провокационный образ, в жизни Сэнди Кэгл отмечали как скромную девушку с тихим голосом.